# Quirlblättriges Läusekraut
Das Quirlblättrige Läusekraut (Pedicularis verticillata) ist eine Pflanzenart aus der Gattung Läusekräuter (Pedicularis) innerhalb der Familie der Sommerwurzgewächse (Orobanchaceae).

## Beschreibung

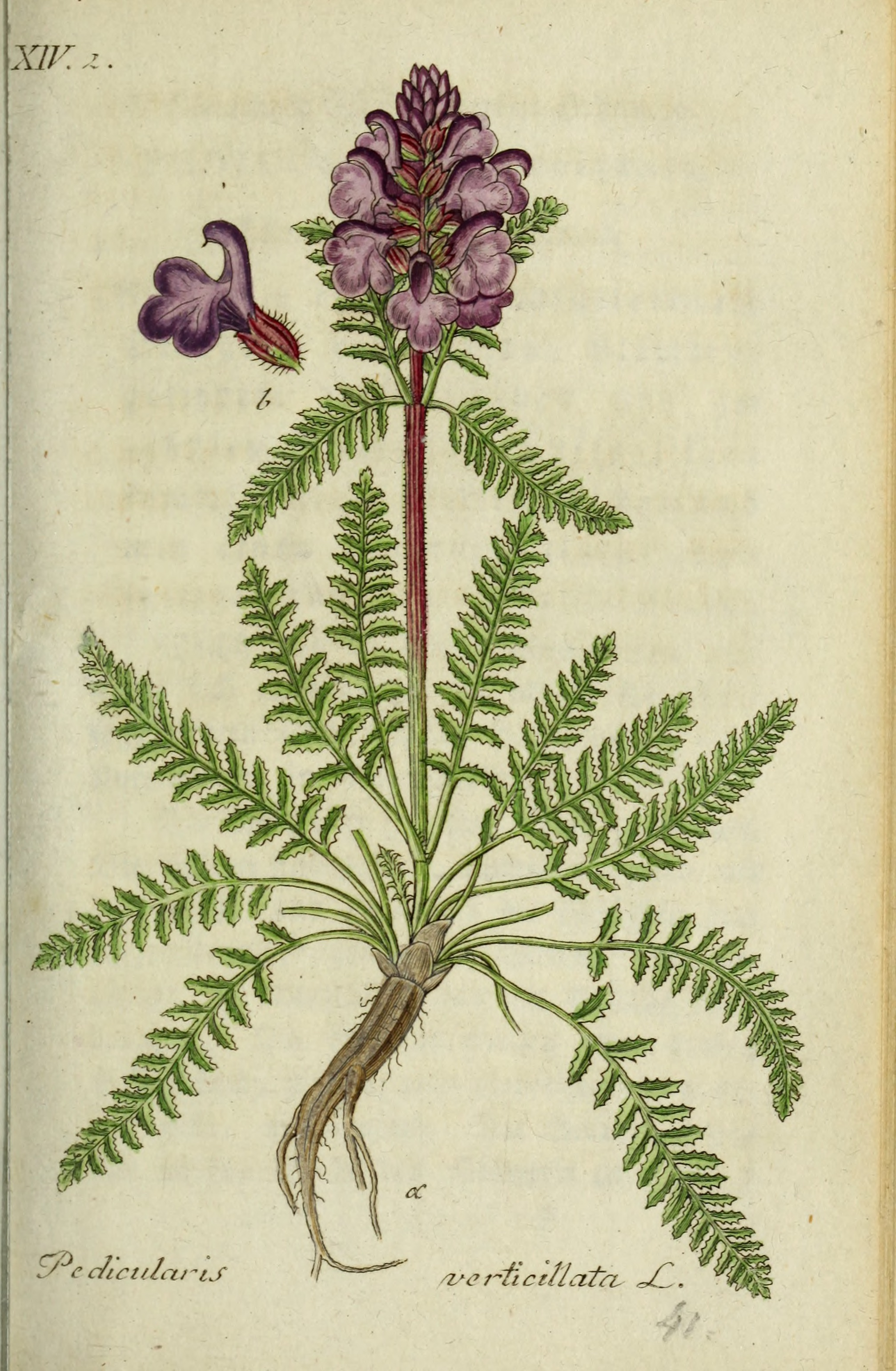
Illustration aus Deutschlands Flora in Abbildungen nach der Natur, 1806

### Vegetative Merkmale
Das Quirlblättrige Läusekraut ist eine ausdauernde krautige Pflanze und erreicht Wuchshöhen zwischen 5 und 20 Zentimetern. Der Stängel ist vierzeilig behaart.
Je drei bis vier Laubblätter stehen in Quirlen am Stängel. Die Blattspreite ist fiederschnittig und fein und unregelmäßig gezähnt.

### Generative Merkmale
Die Blütezeit reicht von Juni bis August. Im endständigen Blütenstand stehen die Blüten dicht zusammen.
Die zwittrigen Blüten sind zygomorph mit doppelter Blütenhülle. Die purpurfarbene Krone ist zweilippig, sie ist 12 bis 16 Millimeter lang. Die Oberlippe ist gestutzt, aber nicht geschnäbelt. Die Unterlippe ist mindestens so lang wie die Oberlippe, sie ist dreilappig.
Die Kapselfrucht ist fast doppelt so lang wie der Kelch.
Die Chromosomenzahl beträgt 2n = 12.

## Ökologie
Blütenökologisch handelt es sich um eine Hummelblume.

## Vorkommen
Das Quirlblättrige Läusekraut besiedelt die Kalkgebirge von den Pyrenäen bis zum Balkangebirge in Höhenlagen von 900 bis 2800 Metern. Es gibt Fundortangaben für die Länder Spanien, Frankreich, Schweiz, Deutschland, Österreich, Slowenien, Italien, Polen, Slowakei, Rumänien, Bulgarien, Russland und die Ukraine.
Das Quirlblättrige Läusekraut gedeiht am besten auf gut mit Wasser versorgten (besonders Quellmoore), meist kalkhaltigen, neutral-milden, humosen, steinigen oder reinen Lehm- oder Tonböden. Das Quirlblättrige Läusekraut ist pH-indifferent. Es ist eine Charakterart der Ordnung Seslerietalia albicantis, kommt in tieferen Lagen aber auch in Pflanzengesellschaften des Verbandes Caricion davallianae vor.
Die ökologischen Zeigerwerte nach Landolt et al. 2010 sind in der Schweiz: Feuchtezahl F = 3+w (feucht aber mäßig wechselnd), Lichtzahl L = 4 (hell), Reaktionszahl R = 4 (neutral bis basisch), Temperaturzahl T = 1+ (unter-alpin, supra-subalpin und ober-subalpin), Nährstoffzahl N = 2 (nährstoffarm), Kontinentalitätszahl K = 3 (subozeanisch bis subkontinental).

## Taxonomie
Die Erstveröffentlichung von Pedicularis verticillata erfolgte 1753 durch Carl von Linné in Species Plantarum, Tomus II, S. 608.